# Phoebe Palmer
Phoebe Palmer, född 18 december 1807, död 2 november 1874, var en metodistisk evangelist och författare som kan betraktas som en av grundarna av helgelserörelsen inom metodistisk kristendom. 
I hennes bok The Promise of the Father, försvarade Palmer rätten för kvinnor att predika.